# Associazione italiana pedologi
L'Associazione italiana pedologi (AIP) è stata fondata nel 1992, su iniziativa di un gruppo di professionisti, ricercatori e tecnici pedologi.

## Descrizione

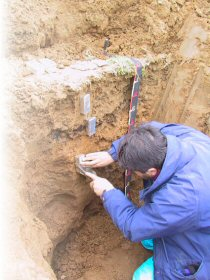
Pedologo al lavoro, raccolta di campioni per la micromorfologia

Il principale scopo dell'Associazione è la formazione, la valorizzazione e la promozione della figura professionale del pedologo.
L'Associazione intende:
- promuovere la conoscenza della pedologia;
- divulgare i campi di interesse della pedologia;
- promuovere il pedologo come esperto di un settore fondamentale della scienza del suolo

L'AIP intende cooperare con altre associazioni scientifiche italiane ed estere con gli ordini professionali che operano nel campo della scienza del suolo e della protezione dell'ambiente.

## Il pedologo
Il pedologo è un esperto in rilevamento, classificazione, cartografia, interpretazione e conservazione del suolo.
- conosce i processi interni al suolo, le interrelazioni fra i suoli e fra il suolo e gli altri comparti ambientali.
- è capace di descrivere la distribuzione dei differenti tipi di suolo nel paesaggio, di classificarli e di correlare le loro funzioni.
- è in grado di valutare lo stato attuale del suolo e la sua reazione a pressioni esterne, attuali o potenziali.

## Il suolo
Il suolo è:
- Una risorsa naturale,  difficilmente rinnovabile; è l'ambiente dove crescono le colture agrarie e la vegetazione naturale, dove si sviluppano la fauna e i microrganismi tellurici; è un sistema aperto ai cicli di energia e materia.
- Un fattore fondamentale per il mantenimento degli equilibri biotici globali attraverso le sue funzioni di: produzione di cibo; regolatore della qualità di altre componenti ambientali, come l'acqua; substrato delle attività umane; contenitore di biodiversità e di informazioni.
- Per valutare la sostenibilità degli usi possibili ed alternativi di questa risorsa è indispensabile una corretta conoscenza dei diversi tipi di suolo e delle loro proprietà.